# Кевін Данн
Кевін Данн (англ. Kevin Dunn; нар. 26 лютого 1956 року) — американський актор.

## Біографія
Кевін Данн народився 26 лютого 1956 року в Чикаго, штат Іллінойс, США. У 1977 році закінчив Іллінойський Університет Веслейн. Його батько Джон Данн — музикант і поет, а мати Маргарет — медсестра. Також є сестра Нора Данн, яка є також актрисою.

## Фільмографія

### Актор
- 1988 — Міссісіпі у вогні /Mississippi Burning-агент Берд
- 1989 — Мисливці на привидів 2 /Ghostbusters II-Мілтон Енгленд
- 1990 — Приречений на смерть /Marked for Death-Сел Роселла
- 1990 — Багаття марнославства /The Bonfire of the Vanities-Том Кілліан
- 1990 — Блакитна сталь /Blue Steel-Стенлі Гойт
- 1991 — Гарячі голови /Hot Shots!-Джеймс Блок
- 1991 — Зрозуміє тільки самотній / Only the Lonely-Патрік Мулдун
- 1992 — 1492: Завоювання раю /1492: Conquest of Paradise-капітан Мендес
- 1992 — Чаплін /Chaplin-Дж. Едгар Гувер
- 1993 — Дейв /Dave-Алан Рід
- 1993 — Бетховен 2 / Beethoven's 2nd - Брілло
- 1995 — Ніксон /Nixon-Чарльз Колсон
- 1995 — Шалене кохання /Mad Love-Кліффорд Ліланд
- 1996 — Ланцюгова реакція /Chain Reaction-агент Дойл
- 1997 — Шостий гравець /Sixth Man-Микульський
- 1997 — Друга громадянська війна /The Second Civil War-Джиммі Кеннон
- 1997 — Портрет досконалості /Picture perfect-містер Мерсер
- 1997 — Втеча в доросле життя /On the Edge of Innocence-доктор барбікю
- 1998 — Солдатики /Small Soldiers-Стюарт Ебернеті
- 1998 — Очі змії /Snake Eyes-Лу Логен
- 1999 — Відлуння луни /Stir of Echoes-Френк Маккарті
- 2003 — В ім'я помсти /Out for a Kill
- 2003 — Незнайомець поруч зі мною /The Stranger Beside Me-Дік Рід
- 2004 — Змова /I Heart Huckabees-Марті
- 2004 — Загублені /Lost-безіменний шахрай (Серія 13 — флешбеків Сойєра)
- 2006 — Чорна орхідея /Black Dahlia-Клео Шорт
- 2006 — Вся королівська рать /All the King's Men-Алекс
- 2006 — Другий шанс /Gridiron Gang-Тед Декстер
- 2006 — Премія Дарвіна /The Darwin Awards
- 2007 — Трансформери /Transformers-Рон Уітуікі
- 2007 — Леви для ягнят /Lions for Lambs-Говард
- 2007 — Хто така Саманта? /Samantha Who? S-Говард
- 2008 — Вікі Крістіна Барселона /Vicky Cristina Barcelona-Марк Неш
- 2009 — Трансформери: Помста полеглих /Transformers: Revenge of the Fallen-Рон Вітуікі
- 2010 — Некерований /Unstoppable-Оскар Галвін
- 2011 — Трансформери: Темний бік Місяця /Transformers: Dark of the Moon-Рон Вітуікі
- 2011 — Воїн /Warrior-Джо Зіто
- 2013 — Мерзла земля /The Frozen Ground-лейтенант Боб Джент
- 2014 — День драфту /Draft Day-Марвін
- 2015 — Ешбі /Ashby-тренер Бертон
- 2016 — Встигнути за Джонсами /Keeping Up with the Joneses-Карл
- 2021 — Громові сили /Thunder Force-Френк